# Emil von Gaudecker
Emil Paul Gustav von Gaudecker (* 6. September 1831 in Kerstin bei Köslin, Pommern; † 13. August 1893 in Zuch, Pommern) war ein deutscher Rittergutsbesitzer und Parlamentarier.

## Leben
Seine Eltern waren Albert Scipio Barnabas Deuthold Leo Jeremias von Gaudecker (* 6. März 1799; † 9. September 1866) und dessen Ehefrau Mathilde Dorothea Auguste von Schmeling (* 12. Juni 1801; † 18. November 1864) aus dem Haus Großmöllen.
Emil von Gaudecker studierte an der Ruprecht-Karls-Universität Heidelberg und der Friedrich-Wilhelms-Universität Berlin Rechtswissenschaft. 1856 wurde er Mitglied des Corps Saxo-Borussia Heidelberg. Nach dem Studium trat er zunächst in den Justizdienst ein. Er quittierte ihn schon bald und bewirtschaftete als Landwirt seine Rittergüter Zuch, Schartow, Elsburg und Sandmühle. Er war Major a. D.
Gaudecker saß von 1873 bis 1879 als Abgeordneter des Wahlkreises Köslin 5 (Neustettin, Belgard) im Preußischen Abgeordnetenhaus. Er gehörte der Fraktion der Neukonservativen an.

## Familie
Er heiratete am 6. Februar 1866 Maria Friederike Dorothea Aschenborn (* 24. Juli 1838 in Potsdam; † 2. Februar 1906 in Köslin). Das Paar hatte mehrere Kinder:
- Anna-Maria Mathilde Julie (* 6. November 1866; † 5. Februar 1938), Johanniterschwester z. D.
- Laura Betty Dorothea (* 29. November 1867) ⚭ 1891 Freiherr Arnold Ludwig Senfft zu Pilsach (* 2. März 1859; † 17. Februar 1919), Regierungsrat
- Maria Emma Bertha Mathilde (* 18. Februar 1869; † 19. August 1946) ⚭ 1894 Gustav Graf von Waldersee (* 21. September 1864; † 23. Oktober 1945), u. a. Offizier im Generalstab in Berlin, zuletzt Generalmajor a. D.
- Hedwig Bertha Auguste Katharina (* 3. November 1870; † 28. Oktober 1954)
- Wilhelm Sigismund Emil (* 22. Januar 1873; † 22. November 1924), Offizier, Herr auf Zuch; ⚭ 1903 Dorothea Emma Mathilde Marie von Gaudecker-Kerstin (* 8. Juni 1883; † 12. Februar 1961), Erbin u. Gutsherrin auf Zuch, vier Kinder (u. a. Gerlach von Gaudecker)
- Katharina (* 23. November 1875; † 17. April 1876)
- Albrecht Leo Max Emil (* 16. Mai 1878; † 28. September 1932), Offizier; ⚭ 1904 Thusnelda Amalie Luise Magdalene von Schleicher (* 11. Juli 1879; † 5. Februar 1955), zwei Kinder